# 유지태
유지태(劉智泰, 1976년 4월 13일 ~ )는 대한민국의 배우, 영화 감독, 교수, 각본가, 연극 감독·연출·제작자이다. 본관은 강릉이며 5선 국회의원 유옥우(劉沃祐, 1914. 12. 4 ~ 1984. 3. 15)의 손자다.

## 생애
서울 출생인 그는 1998년 영화 《바이 준》으로 데뷔하였으며 1995년 7월 MBC 24기 공채 탤런트 시험에 응시했으나 서류전형에서 탈락했다. 1999년작 《주유소 습격사건》, 2000년작 《동감》을 통해서 주목 받기 시작했고, 허진호 감독의 2001년작 《봄날은 간다》를 통해 연기력을 인정받았다. 박찬욱 감독의 2003년작 《올드보이》에서 악역을 맡아 열연하였다.
2003년 단편 영화 《자전거 소년》를 통해 영화 감독으로서 첫발을 내디뎠고 그해 부산아시아 단편영화제에서 관객상을 받음으로써 영화 감독으로 재능을 발휘했다. 2005년 《장님은 무슨 꿈을 꿀까요?》, 2008년 《나도 모르게》, 2009년 《초대》의 단편 영화를 발표했고, 네 번째 단편 영화 《초대》는 2009년 7월, 제5회 인디판다 국제 단편 영화제와 제8회 제주 영화제에 초청을 받았다.
2013년 장편 《마이 라띠마》를 연출·제작했으며 15회 도빌 아시아 영화제에서 심사위원 대상을 수상하고 더불어 《마이 라띠마》에서 여주인공을 맡은 박지수는 그해 청룡영화제 신인 여우상을 수상하기도 했다.

## 학력
- 휘문고등학교(졸업)
- 단국대학교 천안캠퍼스 연극영화과(졸업)
- 중앙대학교 첨단영상대학원 영상예술학과(졸업)
- 가톨릭대학교 일반대학원 사회복지학과
- 중앙대학교 첨단 영상 대학원 박사과정 영상학과(수료 예정)

## 작품

### 영화
- 미정 《왕과 사는 남자》
- 2019년 《이타미 준의 바다》 - 내레이션
- 2019년 《사바하》- 김동수 역 (특별출연)
- 2019년 《돈》 - 번호표 역
- 2019년 《살인마 잭의 집》 - 맨 2 역 (특별출연)
- 2017년 《꾼》 - 박희수 검사 역
- 2016년 《스플릿》 - 윤철종 역
- 2016년 《대배우》
- 2014년 《더 테너 리리코 스핀토》 - 배재철 역
- 2013년 《인류자금》
- 2010년 《심야의 FM》 - 한동수 역
- 2010년 《비밀애》 - 진우 / 진호 역
- 2009년 《초대》 - 남자 역
- 2008년 《순정만화》 - 김연우 역
- 2007년 《황진이》 - 놈이 역
- 2006년 《가을로》 - 최현우 역
- 2006년 《뚝방전설》 - 이치수 역
- 2006년 《야수》 - 오진우 역
- 2005년 《친절한 금자씨》 - 성장한 원모 역
- 2005년 《남극일기》 - 김민재 역
- 2003년 《여자는 남자의 미래다》 - 이문호 역
- 2003년 《올드보이》 - 이우진 역
- 2003년 《내츄럴 시티》 - 요원 R 역
- 2003년 《거울 속으로》 - 우영민 역
- 2001년 《봄날은 간다》 - 이상우 역
- 2000년 《리베라 메》 - 김현태 역
- 2000년 《가위》 - 현준 역
- 2000년 《동감》 - 지인 역
- 2000년 《01412 파사신검》
- 1999년 《주유소 습격사건》 - 뻬인트 역
- 1998년 《바이 준》 - 도기 역

감독
- 2013년 《마이 라띠마》
- 2009년 《초대》
- 2008년 《나도 모르게》
- 2005년 《장님은 무슨 꿈을 꿀까요》
- 2003년 《자전거 소년》

### 드라마
| 연도     | 방송사   | 제목                           | 배역   | 비고     |
| -------- | -------- | ------------------------------ | ------ | -------- |
| 1998     | MBC      | 수줍은 연인                    | 정남   |          |
| 1999     | SBS      | TV영화 러브스토리 - 유실물     | 윤석   |          |
| 2008     | SBS      | 스타의 연인                    | 김철수 |          |
| 2014     | KBS2     | 힐러                           | 김문호 |          |
| 2016     | tvN      | 굿 와이프                      | 이태준 |          |
| 2017     | KBS2     | 매드 독                        | 최강우 |          |
| 2017     | KBS2     | 저글러스                       | 최강우 | 특별출연 |
| 2019     | MBC      | 이몽                           | 김원봉 |          |
| 2020     | tvN      | 화양연화 - 삶이 꽃이 되는 순간 | 한재현 |          |
| 2022     | 넷플릭스 | 종이의 집: 공동경제구역        | 박선호 |          |
| 2023     | 디즈니+  | 비질란테                       | 조헌   |          |
| 방송예정 | TVING    | 빌런즈                         |        |          |

### 연극
- 《귀신의 집으로 오세요》(2007)
- 《육분의 륙》(2005)
- 《해일》(2004)

### 뮤직비디오
- 주영훈 - 노을의 연가(2000년)
- 김동률 & 이소은 - 기적(1998년)
- 리아 - 개성(1996년)

### 내레이션
- 2013년 MBC 스페셜 598회: 최초공개 북한의 백두대간
- 2013년 MBC 스페셜 605~605회: 달의 정원, 순천만 1부~2부

### 방송 출연
- 2010년 10월 13일 MBC 《무릎팍도사》 - 202회
- 2011년 9월 21일 YTN 《뉴스N이슈 이슈 앤 피플》
- 2023년 11월 19일 JTBC 《뉴스룸 문화초대석》
- 2024년 7월 11일 TVING 《샤먼 : 귀신전》 - 프리젠터 (With 옥자연)

### CF
- 밀리오레 (1998년)
- 잠뱅이 (1998년)
- 하이트진로 (1999년)
- 모토로라 (1999년)
- 천리안 (1999년)
- 애경산업 리앙뜨 (2000년, 김태연·박지윤과 함께 출연)
- 매일유업 카페라떼 (2000년)
- 매일유업 슬림워터 씬 (2000년)
- 보루네오가구 (2000년, 김하늘과 함께 출연)
- LG전자 싸이언 (2000년 ~ 2002년)
- KB국민카드 (2001년)
- LG화재 (2002년)
- SK주식회사 OK캐쉬백 (2003년)
- 롯데칠성음료 델몬트 (2006년)
- KB증권 (2008년)
- SK-2 (2011년)
- 경동나비엔 (2016년)
- 폭스바겐 파사트 GT (2018년)
- 넥슨 카이저 (2018년)
- 한국인삼공사 정관장 (2018년)
- 신세계 SSG.COM (2021년)

## 경력
- 2011년 4월 제 3회 국제 DMZ다큐멘터리 영화제 부집행위원장
- 2009년 9월 제22회 도쿄 국제 영화제 경쟁 부문 심사위원
- 2009년 8월 제14회 부산 국제 영화제 심사위원
- 2007년 6월 쇼트쇼츠 국제 단편 영화제 심사위원
- 2006년 1월 제28회 클레르몽 페랑 영화제 경쟁 부문 심사위원
- 2005년 유무비 설립
- 1995년 SFAA 컬렉션 패션 모델

## 수상 및 후보
| 연도              | 시상식                                | 부문                                   | 작품            | 결과 |
| ----------------- | ------------------------------------- | -------------------------------------- | --------------- | ---- |
| 1993              | 현대무용시상식                        | 대상                                   | 빈칸            | 수상 |
| 1997              | 모델센터 남자 신인모델상              | 대상                                   | 빈칸            | 수상 |
| 1998              | 사진가협회                            | 베스트 모델상                          | 빈칸            | 수상 |
| 1999              | 제20회 청룡영화상                     | 신인남우상                             | 주유소 습격사건 | 후보 |
| 2000              | 제1회 부산평론가협회상                | 신인남우상                             | 동감            | 수상 |
| 제8회 춘사영화제  | 신인남우상                            | 수상                                   | 동감            |      |
| 제21회 청룡영화상 | 남우주연상                            | 후보                                   | 동감            |      |
| 제21회 청룡영화상 | 인기스타상                            | 수상                                   | 동감            |      |
| 2001              | 제38회 대종상                         | 신인남우상                             | 동감            | 후보 |
| 2001              | 제22회 청룡영화상                     | 남우주연상                             | 봄날은 간다     | 후보 |
| 2003              | 제20회 부산 아시아 영화제             | 관객상                                 |                 | 수상 |
| 2006              | 제4회 한국패션월드어워드              | 영화배우부문 베스트드레서상            | 빈칸            | 수상 |
| 2006              | 제5회 대한민국 영화대상               | 남우조연상                             | 뚝방전설        | 후보 |
| 2006              | 제23회 부산 아시아 영화제             | 후지필름상                             |                 | 수상 |
| 2007              | 제15회 춘사영화제                     | 남우주연상                             | 가을로          | 후보 |
| 2008              | 제10회 쇼트 쇼츠 국제단편영화제       | 특별공헌상                             |                 | 수상 |
| 2008              | 제25회 코리아 베스트드레서 스완어워드 | 영화배우부문상                         |                 | 수상 |
| 2009              | 제1회 대한민국 휴먼대상               | 특별상                                 | 빈칸            | 수상 |
| 2009              | 제6회 서울특별시여성상                | 본상                                   | 빈칸            | 수상 |
| 2011              | 제6회 아시아모델상시상식              | 아시아특별상                           | 빈칸            | 수상 |
| 2013              | 제15회 프랑스 도빌 아시아 영화제      | 심사위원상                             | 마이 라띠마     | 수상 |
| 2014              | 제19회 춘사영화제                     | 신인감독상                             | 마이 라띠마     | 후보 |
| 2014              | KBS 연기대상                          | 중편드라마부문 남자 우수연기상         | 힐러            | 후보 |
| 2017              | 제11회 케이블TV 방송대상              | 베스트 연기자상                        | 굿 와이프       | 수상 |
| 2017              | KBS 연기대상                          | 미니시리즈부문 남자 우수연기상         | 매드 독         | 후보 |
| 2017              | KBS 연기대상                          | 남자 최우수연기상                      | 매드 독         | 후보 |
| 2019              | MBC 연기대상                          | 월화/특별기획드라마 부문 남자 최우수상 | 이몽            | 후보 |